# Raul Maldonado
Raul Maldonado (11 maart 1975) is een voormalig Argentijns voetballer.

## Carrière
Raul Maldonado speelde in 2000 voor Yokohama F. Marinos.